# Dean Fujioka
Dean Fujioka (藤岡竜雄?, Fujioka Tatsuo, caratteri cinesi: 藤岡靛; pinyin: Ténggāng Diàn; Fukushima, 19 agosto 1980) è un attore, artista, modello e regista giapponese.

## Biografia
Dean Fujioka è nato a Sukagawa, nella prefettura di Fukushima, in Giappone. Trasferitosi con la sua famiglia, è cresciuto a Kamagaya, nella prefettura di Chiba. Sebbene Fujioka sia multilingue (parla correntemente giapponese, inglese, cantonese, mandarino, indonesiano) e abbia fatto il suo debutto in una sfilata di moda cinese, ha chiarito in alcune interviste e spettacoli di varietà che i suoi genitori e nonni sono tutti giapponesi, che lavoravano o vivevano in paesi stranieri. Cresciuto in una famiglia di questo tipo, divenne determinato a esplorare il mondo da solo. Dopo essersi diplomato alla Chiba Prefectural Funabashi High School, Fujioka si è laureato in informatica in un community college di Seattle, USA. Dopo essersi laureato ha viaggiato in diversi paesi dell'Asia ed è entrato in contatto con varie etnie, culture e lingue.
Fujioka ha una vasta gamma di hobby come le arti marziali cinesi, la kickboxing, gli scacchi, il basket, lo sci e scattare foto, e ama anche la composizione e i testi. Sebbene sia allergico al glutine gli piace mangiare ed è particolarmente attento al cibo.
Fin dall'infanzia, Fujioka è stato influenzato dalla teoria musicale e dagli strumenti. Ha prodotto musica, prima in Indonesia ma ora principalmente a Tokyo. Oltre a scrivere, comporre e produrre, lavora anche come cantante rap. Può suonare un certo numero di strumenti, come la chitarra, la batteria e il pianoforte. Fujioka mostra spesso anche le sue abilità di beatboxing nei programmi televisivi. Gli piace la musica come le canzoni di Yutaka Ozaki e la canzone "Sweet Memories" di Seiko Matsuda. La canzone "Kessen wa Kinyōbi" della band giapponese Dreams Come True è il primo CD singolo che ha comprato da solo.
Fujioka ha sposato Amalia Hidayat nel 2012; Hanno avuto due gemelli fraterni nel 2014. Nel marzo 2017, Fujioka ha pubblicato una foto del suo terzo figlio su Instagram.

## Carriera

### Attivo all'estero
Dean Fujioka ha iniziato la sua carriera come modello nella scena della moda di Hong Kong nel 2004 per marchi di stilisti locali e internazionali. Ha continuato ad apparire nelle principali riviste di moda e lifestyle di Hong Kong. Contemporaneamente alla sua carriera nella moda, ha anche intrapreso varie campagne pubblicitarie, apparendo in spot televisivi e cartacei per clienti locali e multinazionali nella regione Asia-Pacifico.
Nel 2006, Fujioka ha iniziato a perseguire una carriera nella recitazione. Ha spostato la sua base da Hong Kong a Taipei ed è apparso nella sua prima serie TV Goku Dō High School con Bao Weimin, Bao Xiaobo e Kingone Wang. Il suo primo film, August Story, interpretato da Tian Yuan e Jan Cheung, ha attirato l'attenzione del pubblico nei festival cinematografici di Hong Kong, Giappone e Taiwan.
Nel 2007, Fujioka è apparsa come pianista di talento nelle serie TV Corner with Love with Barbie Shu e Show Lo. È apparso anche in Summer's Tail, il suo primo film a Taiwan, con Bryant Chang, Enno Cheng e Hannah Lin. Un anno dopo, Fujioka è apparsa nella serie TV Miss No Good con Rainie Yang e Will Pan, prodotta da Angie Chai. In seguito, ha sospeso la sua carriera di attore e si è recato a Jakarta, dove ha incontrato DJ Sumo (Sumantri) e ha collaborato alle sue canzoni.
Nel 2011, Fujioka è apparso nel lungometraggio Seediq Bale, sulla storia di Taiwan sotto il dominio giapponese, e nel film The Road Less Traveled con Vanness Wu, Jimmy Hung, Eric Tu e Chris Lung. Nello stesso anno è entrato a far parte di Amuse, Inc. Nel 2012, Fujioka è apparsa nel film Black & White Episode I: The Dawn of Assault, basato sulla popolare serie TV taiwanese diretta da Tsai Yueh-Hsun.
Nel 2013, Fujioka è apparsa nella serie TV Just You in Taiwan. Inoltre, ha recitato nel suo primo film autodiretto I am Ichihashi: Journal of a Murderer in Giappone. Un anno dopo, è apparso come una figura storica cinese nel suo primo film per la TV giapponese Shooting Down - Three Pilots, la drammatizzazione delle vite di tre piloti di caccia provenienti da Giappone, Cina e Stati Uniti. È anche apparso nei panni di un nobile samurai giapponese nella serie TV The Pinkertons in Nord America.

### La grande occasione in Giappone
Nel 2015, Fujioka ha interpretato il ruolo di un detective privato nella sua prima serie TV giapponese Detective versus Detectives. Ha anche impressionato con la sua apparizione come figura storica giapponese nella serie drammatica mattutina giapponese Here Comes Asa!. Nel 2016, non solo è apparso nella serie TV Please Love the Useless Me e IQ246: The Cases of a Royal Genius ma ha anche recitato nella serie web Happy Marriage!? e il film TV The Noisy Street, The Silent Sea, interpretando una varietà di ruoli con personalità distintive. Inoltre, Fujioka ha ripreso la sua carriera musicale e ha pubblicato il suo primo album Cycle a marzo. Ha anche iniziato un segmento regolare in un programma radiofonico. Nello stesso anno, Fujioka ha pubblicato il singolo "History Maker" che viene utilizzato come apertura della serie televisiva anime Yuri!!! on Ice. Insieme alla popolarità globale dell'anime, il suo nome divenne noto alle persone di tutto il mondo. Secondo le query di ricerca di Google più di tendenza per anno nel 2016, si è classificato al 5º posto nel mondo nella categoria "Musicisti".
Nel 2017, Fujioka ha iniziato un'apparizione irregolare come influencer in un programma di notizie, Saturday Station. La sua canzone "Unchained Melody" è usata come finale di esso e di Sunday Station. Ha recitato nel ruolo di un uomo infedele nel film Marriage e ha pubblicato il suo primo EP "Permanent Vacation" come sigla della canzone. Fujioka ha anche recitato nella serie TV May I ricattare te? con Emi Takei, e ha pubblicato il suo secondo EP "Let it snow!" come sigla musicale. È apparso nelle serie televisive Moribito II: Guardian of the Spirit e Totto-chan!. Inoltre, è apparso nell'adattamento live action dell'anime e manga Fullmetal Alchemist. In questo film interpreta il colonnello Roy Mustang, uno dei personaggi più popolari della storia.
Nel 2018, Fujioka ha tenuto il suo primo tour in Giappone intitolato History In The Making 2018 dove ha attirato 20.000 fan, compresi i fan che si recavano ai concerti dall'estero. Ha recitato nella serie televisiva Il conte di Montecristo: Grande vendetta. La sua interpretazione in questo dramma ha fatto vincere a Fujioka il premio come miglior attore protagonista al 12th Confidence Award Drama Prize. Inoltre, ha pubblicato il singolo "Echo" come sigla della canzone. La canzone è ispirata al genere "Wave" che ha attirato l'attenzione nella scena musicale dei club di tutto il mondo.  Il suo video musicale, in cui ha co-recitato con Moga Mogami, ha ricevuto il miglior video alternativo agli MTV Video Music Awards Giappone. Fujioka è apparso anche nel film Kids on the Slope e Recall e ha recitato nel film The Man from the Sea, girato a Giacarta.
Nel gennaio 2019, Fujioka ha recitato nel film TV Les Misérables: Owarinaki Tabiji con Arata Iura. Nello stesso mese, ha pubblicato il suo secondo album History In The Making. A febbraio, ha fatto il suo debutto come DJ in un evento del club presentato da Taku Takahashi, tra le altre star come starRo, TJO e YUC'e. A marzo, è stato nominato come miglior attore non protagonista del 42º Japan Academy Prize per la sua interpretazione nel film Recall. Da febbraio a maggio, ha tenuto il suo primo tour in Asia, intitolato Born To Make History. Le sedi del tour includevano Shanghai, Hong Kong, Taiwan e Indonesia. A settembre, è apparso come il Segretario Esecutivo del Primo Ministro nel film Hit Me Anyone One More Time diretto da Koki Mitani.  Nel frattempo, ha preso parte al festival 908 FESTIVAL 2019 presentato da KREVA.  Da ottobre in poi, ha recitato nella serie TV giapponese Sherlock: Untold Stories. Ha anche cantato la sua sigla "Shelly" e la canzone di apertura "Searching For The Ghost".  A novembre, nel film omnibus Angel Sign diretto dal mangaka Tsukasa Hōjō, ha recitato con Nao Matsushita.  Ha anche cantato la sua sigla. Nel frattempo, con le sue osservazioni in un varietà televisivo, ha collaborato con il caffè di dolci "taiwan ten café" originario di Taiwan. Ha supervisionato le bevande con tapioca chiamate "Dean Tapioca" e le ha messe in vendita per un periodo di tempo limitato. Più o meno nello stesso periodo, ha presieduto per la prima volta il "Weibo Account Festival in Japan 2019" e ha anche ricevuto l'ambasciatore dello scambio culturale sino-giapponese. A dicembre, ha pubblicato il suo terzo EP "Shelly". Questo include la canzone "Send It Away (feat. GONG)", che lo ha reso il primo artista giapponese ad essere classificato nelle classifiche 东方风云榜 (ERC Chinese Top Ten), noto anche come la versione cinese di Billboard. La posizione più alta della canzone nelle classifiche è stata la numero 4.
Nel febbraio 2020, Fujioka ha assunto l'incarico di ambasciatore del "World Robot Summit 2020". Nel frattempo, aveva pianificato di tenere il suo tour dal vivo da ottobre 2020 a gennaio 2021 ma lo ha cancellato a causa della diffusione del COVID-19. Nel mese di agosto, ha pubblicato il singolo "Neo Dimension" per il suo compleanno. C'era una canzone "My Dimension" che ha scritto nel 2008 e pubblicata per la prima volta nel 2013 come auto-presentazione e dichiarazione delle sue intenzioni. L'ha evoluta in una forma completamente nuova di canzone dopo 12 anni. Nel mese di settembre, ha pubblicato il singolo "东京游 (Tokyo Trip)". In questa canzone, ha collaborato con 福克斯 (FOX) che è un rapper e ha recitato con lui nello spettacolo di varietà 潮流合伙人 (FOURTRY) all'interno del servizio di streaming video cinese IQiyi l'anno scorso. Nel mese di ottobre, ha pubblicato il singolo "Go The Distance". Ci sono sia versioni giapponesi che cinesi della canzone, e la versione cinese è diventata la sigla della campagna per il gioco mobile Hidden World Records (cinese: 隐世录; pinyin: Yǐn Shì Lù), creato dalla più grande azienda di giochi cinese NetEase. Le MV di ogni versione sono state realizzate per commemorare questa collaborazione e lui è diventato un personaggio dell'anime. Nel frattempo, è apparso nella serie TV Dangerous Venus. A dicembre, ha tenuto il suo primo concerto in live streaming intitolato Plan B, che è stato distribuito in tutto il mondo. Prima del concerto, ha pubblicato il singolo "Follow Me".
Fujioka è apparso nella serie TV Reach Beyond the Blue Sky, andata in onda da febbraio 2021, ed è stata la sua prima apparizione nel dramma della taiga. Ha interpretato Godai Tomoatsu nell'asadora Here Comes Asa!, andato in onda sulla stessa stazione televisiva dal 2015 al 2016, e ha interpretato di nuovo lo stesso ruolo. A marzo, ha pubblicato il suo singolo "Take Over". Nel mese di aprile, ha pubblicato il suo libro illustrato FamBam che prende il nome dal suo fan club. Inoltre, ha anche lanciato il "DEAN FUJIOKA Picture Book Donation Journey #SavewithFamBam", un progetto di sostegno iniziato con il suo desiderio di "creare un futuro colorato con i bambini attraverso i libri illustrati", e ha cercato sostegno per questo progetto attraverso il crowdfunding fino al 31 marzo 2021. Il denaro raccolto, insieme a una parte del ricavato del libro illustrato, sarà utilizzato per fornire opportunità di apprendimento ai bambini in Giappone e in Asia, in collaborazione con INGO Save the Children. Nel mese di giugno, ha pubblicato il suo primo libro fotografico Z-Ero. Da luglio, è apparso nella serie TV My Fair Prince. Nel frattempo, ha tenuto il suo tour dal vivo intitolato Musical Transmute, da settembre a dicembre. A novembre, è diventato il primo ambasciatore giapponese per la categoria maschile del marchio di moda COACH. Nel mese di dicembre, il film d'animazione Hula Fulla Dance, la sua prima sfida a un doppiatore, è stato rilasciato.  Nello stesso mese, ha pubblicato il suo terzo album Transmute.
Nel gennaio 2022, Fujioka ha recitato nel film Pure Japanese. L'ha anche creata e prodotta. Nel mese di marzo, è apparso come Mori Arinori nel film TV Tsuda Umeko: Osatsu ni Natta Ryūgakusei. Da aprile, ha recitato nella serie TV Pandora's fruit. Ha anche cantato la sua canzone tema "Apple". Nel mese di maggio e giugno, è stato rilasciato un sequel in due parti del film live-action del 2017 Fullmetal Alchemist in cui è apparso. A giugno è uscito anche il film Il mastino dei Baskerville: Sherlock the Movie, sequel della serie TV in cui ha recitato nel 2019. Nel mese di luglio, ha pubblicato il suo singolo "Apple". La canzone "Be Alive", che è stata rilasciata per la distribuzione nel mese di giugno ed è diventata la sigla per Identity V Japan League. Da settembre, ha recitato nella serie televisiva HOTEL -NEXT DOOR-. Nel frattempo, ha co-sviluppato uno yokan con la società di produzione e vendita di dolciumi Taneya, che ha commercializzato con il nome di "Dean Fuji Yokan". La salsa al caffè per lo yokan è fatta con caffè proveniente dal distretto di Gayo, Aceh, Indonesia. Una parte del prezzo di acquisto del caffè sarà utilizzata per sostenere le attività del Programma di Conservazione degli oranghi di Sumatra attraverso The Orang Utan Regenwald GmbH. Questo progetto mira a proteggere l'ambiente delle foreste in cui vivono gli oranghi in via di estinzione e ad arricchire la vita dei produttori locali. Nel mese di novembre, ha preso parte all'evento di beneficenza Act Against Anything VOL.2 "THE VARIETY 28" di Goro Kishitani e Yasufumi Terawaki. Nel mese di dicembre, è apparso come ospite alla cerimonia di apertura dell'evento Identity V Japan League Fall The Play Off & X'mas Fan Meeting "Christmas Night ni Kane ga Naru".
Da gennaio 2023, Fujioka è apparsa nella serie TV Hoshi Furu Yoru ni. Nel mese di aprile, è apparso come Tengu / Sakamoto Ryōma nella serie drammatica mattutina giapponese Ranman. Nel mese di giugno, è apparso come artista ospite a Fantasy on Ice, uno spettacolo giapponese itinerante sul ghiaccio, a Niigata e Kobe, esibendosi con i migliori pattinatori di figura come Yuzuru Hanyū, Johnny Weir e Stéphane Lambiel. Nel mese di luglio, ha pubblicato il suo primo album best-of Stars of the Lid, e due settimane prima di questo ha pubblicato il singolo "Teleportation" dall'album.  frattempo, ha collaborato con la band taiwanese Accusefive sulla canzone "Hare no Hi / Qíng Tīan", che è stata rilasciata per la distribuzione nel mese di luglio. Ha scritto un nuovo testo giapponese per "Finally (好不容易)", che è stato il loro grande successo come canzone finale per la serie Netflix Light the Night. Il giorno dopo l'uscita, ha fatto un'apparizione a sorpresa al loro tour dal vivo AROUND THE NEW WORLD tenutosi alla Kaohsiung Arena di Taiwan, per cantare la canzone per la prima volta. Nel mese di settembre, ha tenuto il suo primo Nippon Budokan dal vivo intitolato Stars of the Lid. Inoltre, è apparso nella serie televisiva Ya Boy Kongming! da settembre. Ha interpretato il ruolo di Liu Bei e ha narrato la storia, tutto in cinese.
Nel gennaio 2024, Fujioka è apparsa nel film TV Shōjiki Fudōsan Special. Successivamente, appare nella serie TV Shōjiki Fudōsan 2 in onda dallo stesso mese. Nel mese di marzo, "TOY BOY feat. DEAN FUJIOKA", una canzone in cui ha partecipato come ospite, sta per essere incluso nel primo album HBZ del gruppo hip hop giapponese Honest Boyz® guidato da Exile Naoto. La canzone è stata pubblicata per una distribuzione anticipata nel mese di febbraio. Nel mese di aprile, Thomas & Friends: The Mystery of Lookout Mountain, in cui ha partecipato come doppiatore ospite per il doppiato in giapponese, è previsto per l'uscita.

## Filmografia

### Film
- The August Story (2005)
- July Breeze, regia di Stanley Tam (2006)
- Summer's Tail , regia di Cheng Wen-tang (2007)
- Warriors of the Rainbow: Seediq Bale, regia di Wei Te-sheng (2011)
- The Road Less Travelled (2009)
- Black & White Episode I: The Dawn of Assault, regia di Tsai Yueh-hsun (2012)
- I Am Ichihashi: Journal of a Murderer, regia di Dean Fujioka (2013)[73]
- Dance! Dance! Dance! (2014)
- Shanti Days: 365-nichi, Shiawase na Kokyū, regia di Koto Nagata (2014)
- Ninja The Monster, regia di Ken Ochiai (2015)
- Go! Crazy Gangster, regia di Bingo Ching-Feng Chang (2016)
- Kekkon (Marriage) (2017)
- Fullmetal Alchemist, regia di Fumihiko Sori (2017)
- Sakamichi no Apollon (Kids on the Slope), regia di Takahiro Miki (2018)
- Umi wo Kakeru (The Man from the Sea) (2018)
- Sora-tobu Taiya (Recall), regia di Katsuhide Motoki (2018)
- Kioku ni gozaimasen!, regia di Kōki Mitani (2019)
- Angel Sign, regia di Kamila Andini, Masatsugu Asahi, Tsukasa Hōjō, Nonzee Nimibutr, Ken Ochiai, Ham Tran (2019)
- Pure Japanese, regia di Daishi Matsunaga (2022)
- Fullmetal Alchemist - La vendetta di Scar (Hagane no renkinjutsushi: Kanketsu-hen - Fukushusha Sukā), regia di Fumihiko Sori (2022)
- The Hound of the Baskervilles: Sherlock the Movie, regia di Hiroshi Nishitani (2022)
- Fullmetal Alchemist - Alchimia finale (Hagane no renkinjutsushi: Saigo no rensei), regia di Fumihiko Sori (2022)
- Last Mile, regia di Ayuko Tsukahara (2024)
- Paripi Kōmei THE MOVIE, regia di Shūhei Shibue (2025)

### Serie televisive
- Goku Dou High School - serie TV (2006)
- Zhuan jiao yu dao ai - serie TV (2007)
- Bu liang xiao hua - serie TV (2008)
- Just You - serie TV (2013)
- Gekitsui San-nin no Pilot (Shooting Down – Three Pilots) - serie TV (2014)
- The Pinkertons - serie TV (2014–2015)
- Tantei no Tantei (Detective versus Detectives) - serie TV (2015)
- Asa ga Kita (Here Comes Asa!) - serie TV (2015–2016)
- Dame na Watashi ni Koishite Kudasai (Please Love the Useless Me) - serie TV (2016)
- Kensō no Machi, Shizuka na Umi (The Noisy Street, The Silent Sea) - serie TV (2016)
- IQ246: Kareinaru Jikenbo (IQ246: The Cases of a Royal Genius) - serie TV (2016)
- Happy Marriage!? - serie TV (2016)
- Moribito II: Guardian of the Spirit - serie TV (2017)
- Imakara Anata wo Kyōhaku Shimasu (May I blackmail you?) - serie TV (2017)
- Totto-chan! - serie TV, episodio 38 (2017)
- Monte-Cristo Haku: Kareinaru Fukushū (The Count of Monte-Cristo: Great Revenge) - serie TV (2018)
- Les Misérables: Owarinaki Tabiji - serie TV (2019)
- Sherlock: Untold Stories - serie TV (2019)
- Kiken na Venus - serie TV (2020)
- Seiten wo Tsuke (Reach Beyond the Blue Sky) - serie TV (2021)
- Oshi no Ōjisama (My Fair Prince) - serie TV (2021)
- Boku no Oshi wa Ōjisama (My best is Fair Prince) - serie TV (2021)
- Tsuda Umeko: Osatsu ni Natta Ryūgakusei - serie TV (2022)
- Pandora no Kajitsu: Kagaku Hanzai Sōsa File (Pandora's fruit) - serie TV (2022)
- HOTEL -NEXT DOOR- - serie TV (2022)
- Hoshi Furu Yoru ni - serie TV (2023)
- Ranman - serie TV (2023)
- Paripi Kōmei (Ya Boy Kongming!) - serie TV (2023)
- Shōjiki Fudōsan Special - serie TV (2024)
- Shōjiki Fudōsan 2 - serie TV (2024)
- Ossan's Love: Returns - serie TV (2024)

### Cortometraggi ed arte visuale
- So Poetic (2007)
- 2 Cartons of Alphabet H (2006)

### Video musicali
- "Zhe Jiu Shi Ai" di Cyndi Wang (2007)
- "Sleeping Princess" di Denise Ho (2006)
- "Sleeping Prince" di Denise Ho (2006)
- "Rolls Royce" di Denise Ho (2005)

## Doppiatori italiani
Nelle versioni in italiano nelle opere in cui ha recitato, Dean Fujioka è stato doppiato da:
- Daniele Raffaeli in Fullmetal Alchemist, Fullmetal Alchemist - La vendetta di Scar, Fullmetal Alchemist - Alchimia finale

## Riconoscimenti
- 88th The Television Drama Academy Awards
  - 2016 - The Television Prize per Asa ga kita (Here Comes Asa!)

- 9th Tokyo Drama Awards
  - 2016 - Best Supporting Actor (Best Performance by an Actor in a Supporting Role per Asa ga kita (Here Comes Asa!)

- 3rd Yahoo! Search Grand Prize
  - 2016 - Person Category: Grand Prize, Actor Category Prize

- CONFiDENCE Award Drama Prize Annual Grand Prize
  - 2016 - Newcomer of the Year

- 39th Anime Grand Prix
  - 2016 - Anime Song per History Maker

- 1st Crunchyroll Anime Awards
  - 2017 - Best Opening per History Maker

- 41st Elan d'or Awards
  - 2017 - Newcomer of the Year

- 5th Japan Action Awards
  - 2017 - Candidatura per Best Action Actor per IQ246: The Cases of a Royal Genius

- 12th CONFiDENCE Award Drama Prize
  - 2018 - Best Leading Actor per The Count of Monte-Cristo: Great Revenge

- MTV Video Music Awards Japan
  - 2018 - Best Alternative Video per Echo

- 42nd Japan Academy Prize
  - 2019 - Candidatura per Best Supporting Actor per Recall

- Heisei AniSong Grand Prix
  - 2019 - 2010-2019 Users Voting Award per History Maker

- Weibo Account Festival in Japan 2019
  - 2019 - Ambassador of Sino-Japanese Cultural Exchange